# غوستاف هيجي
غوستاف هيجي (بالإنجليزية: Gustav Hegi)‏ (و. 1876 – 1932 م) هو عالم نبات، وأستاذ جامعي سويسري، ولد في ريكنباخ، توفي عن عمر يناهز 56 عاماً.

## التعليم
تعلم في جامعة لودفيغ ماكسيميليان في ميونخ، وجامعة زيورخ.